# MISS MERCY
MISS MERCY（ミスマーシー）は、スターダストプロモーション第一事業部ファッション部門所属のタレントによる女性7人組ダンスボーカルグループである。

## 概要
2018年、スターダストプロモーション制作1部（現 第一事業部）に所属する女性タレントから選抜されたメンバーによるプロジェクトが開始された。約4年に及ぶボーカル、ダンスレッスンを経て、2022年2月9日にスターダストプロモーション初の女性ファッション部門出身メンバーによるダンスボーカルグループ「MISS MERCY」が発足した。
MISS MERCYというグループ名には「人の苦しみを取り除き　愛情を注ぐ女性」という意味が込められており、MISS MERCY公式サイトではMISS MERCYのロゴの下部に「A woman who removes people’s suffering and pours love into them.」という英文が付されている。また、グループ発足時に在籍していた9人のメンバーの頭文字を繋げたもの（MOMOKA・ION・SHUKA・SARA・MIYU・ERIKA・RINA・COCONA・YUKI）でもあった。
2023年2月1日にERIKA（滝澤エリカ）、2023年5月31日にMOMOKA（島田桃花）、2025年2月24日にRINA（小宮山莉渚）が脱退後、2025年7月27日にグループ初の新加入メンバーとしてKAREN（久保歌恋）が加入した。
グループ名の通称は「マーシー」、ファンネームは「Mirror」（ミラー）。

## メンバー

### 現メンバー
| 名前   | フルネーム | よみ            | 生年月日               | 出身     | 身長   | 趣味                               | 特技         | 備考              |
| ------ | ---------- | --------------- | ---------------------- | -------- | ------ | ---------------------------------- | ------------ | ----------------- |
| MIYU   | 福島未悠   | ふくしま みゆ   | 2006年2月13日（19歳）  | 埼玉県   | 154 cm | メイク動画鑑賞                     | 柔軟         |                   |
| SARA   | 高岡紗羅   | たかおか さら   | 2008年11月25日（16歳） | 埼玉県   | 165 cm | 音楽鑑賞                           | ダンス       |                   |
| SHUKA  | 具志柊花   | ぐし しゅうか   | 2006年11月23日（18歳） | 神奈川県 | 164 cm | 虫の観察                           | ダンス       |                   |
| ION    | 小畑依音   | おばた いおん   | 2004年10月26日（20歳） | 神奈川県 | 161 cm | 読書、ラジオを聴くこと             | 刺繍         |                   |
| YUKI   | 汐谷友希   | しおや ゆき     | 2004年9月14日（20歳）  | 静岡県   | 173 cm | ウクレレ、手芸                     | 書道、ダンス |                   |
| KAREN  | 久保歌恋   | くぼ かれん     | 2008年12月25日（16歳） | 三重県   | 168 cm | 料理、ドラマ鑑賞                   | 歌           | 2025年7月27日加入 |
| COCONA | 藤谷胡々菜 | ふじたに ここな | 2006年3月15日（19歳）  | 東京都   | 170 cm | 御朱印集め、フラワーアレンジメント | チアダンス   |                   |

### 旧メンバー
| 名前   | フルネーム | よみ            | 生年月日              | 出身   | 身長   | 趣味                                     | 特技                   | 備考                                                                  |
| ------ | ---------- | --------------- | --------------------- | ------ | ------ | ---------------------------------------- | ---------------------- | --------------------------------------------------------------------- |
| ERIKA  | 滝澤エリカ | たきざわ えりか | 2005年9月4日（19歳）  | 東京都 | 168 cm | 絵を描くこと(油絵など)、ギター、音楽鑑賞 | 英語(ネイティブレベル) | 2023年2月1日脱退                                                      |
| MOMOKA | 島田桃花   | しまだ ももか   | 2004年9月25日（20歳） | 埼玉県 | 161 cm | 制服を着ること                           | 空手                   | 初代リーダー 2023年5月31日脱退 2023年、スターダストプロモーション退所 |
| RINA   | 小宮山莉渚 | こみやま りな   | 2005年7月14日（20歳） | 宮城県 | 169 cm | 料理、お菓子作り、パン作り               | 囲碁                   | 2025年2月24日脱退                                                     |

## 略歴

### 2018年
「GIRLS NEW ERA」（新時代の女の子たち）をコンセプトとしてプロジェクトが始動。スターダストプロモーション制作1部（現 第一事業部）に所属する女性タレントのなかからメンバーが選抜されボーカル、ダンスレッスンが開始される。

### 2022年
- 1月21日、公式YouTubeチャンネル開設。
- 1月31日、公式Instagram開設[16]。
- 2月9日、「MISS MERCY」発足。発足時は9人のメンバーが在籍していた。同日、公式サイト、公式Twitter（現 X）[17]、公式TikTok[18]開設。公式YouTubeチャンネル開設告知[19]。
- 3月2日、MISS MERCYとして初の配信限定シングル『Cinderella』が配信開始された[20]。
- 5月1日、Plough Music LIVE 2022 vol.1に出演[21]。
- 5月14日、ダイバーシティ東京 プラザ フェスティバル広場にて初のフリーライブイベントとなる「MISS MERCY FREE LIVE “GIRLS NEW ERA” #1」開催[22]。

### 2023年
- 2月1日、学業専念のため、同日付けでERIKA（滝澤エリカ）のグループ脱退が発表された。また腰痛治療専念のためMOMOKA（島田桃花）が一定期間活動休止になると発表された[23]。
- 3月4日、第36回 マイナビ 東京ガールズコレクション by girlswalker 2023 SPRING/SUMMERにオープニングアクトアーティストとして出演[24]。
- 5月31日、活動休止中であったMOMOKA（島田桃花）が同日付けでグループを脱退することが発表された[25]。
- 7月8日、1stミニアルバム『GIRLS NEW ERA』がリリースされた[26][27]。
- 7月16日、SPARK 2023 in YAMANAKAKOに出演[28]。
- 8月4日、TOKYO IDOL FESTIVAL 2023に出演[29]。
- 8月18日、SHIBUYA PLEASURE PLEASUREにて初のワンマンライブ1st ONEMAN LIVE “GIRLS NEW ERA”を開催[30]。
- 8月27日、@JAM EXPO 2023 supported by UP-Tに出演[31]。

### 2024年
- 1月7日、SHIBUYA PLEASURE PLEASUREにて2nd ONEMAN LIVE「NEW ME MORE」開催[32]。
- 7月14日、2ndミニアルバム『Turn Up』がでリリースされた[33][34]。
- 8月12日、duo MUSIC EXCHANGEにて3rd ONEMAN LIVE「Turn up Summer」開催[35]。
- 10月22日、HMV&BOOKS SHIBUYAにてトーク&ミニライブ「fullmoon MERCY vol.2」が開催された[36]。この日のイベントにてファンネームが「Mirror」（ミラー）と決定した[5]。
- 11月22日・23日、STARDUST THE PARTY 2024に出演[37]。
- 12月21日、シティホール＆ギャラリー五反田にて4th ONEMAN LIVE「MERRY MERRY MERCY」を開催[38]。

### 2025年
- 1月24日、RINAが2025年2月24日をもってグループを脱退することが発表された[39][40]。
- 2月24日、ビナウォーク海老名にて行われたフリーライブ「RINA Last Event」にてRINA（小宮山莉渚）がグループを脱退した[41][42]。
- 7月6日、同月27日開催予定の5th ONEMAN LIVEの2部にて新メンバー1人が加入することが発表された[43]。
- 7月27日、I’M A SHOWにて5th ONEMAN LIVE「Will You Try MISS MERCY？」開催[44]。この日の第2部の公演にて新加入メンバーKAREN（久保歌恋）がお披露目された[45]。

## ディスコグラフィ

### シングル

#### 配信限定シングル
| #                          | 配信開始日                 | タイトル                   | 収録曲                     | 備考                       |
| スターダストプロモーション | スターダストプロモーション | スターダストプロモーション | スターダストプロモーション | スターダストプロモーション |
| -------------------------- | -------------------------- | -------------------------- | -------------------------- | -------------------------- |
| 1                          | 2022年3月2日               | Cinderella                 | 1. Cinderella              |                            |
| 2                          | 2022年5月11日              | Belle                      | 1. Belle                   |                            |
| 3                          | 2022年9月3日               | Jasmine                    | 1. Jasmine                 |                            |
| 4                          | 2023年5月23日              | Catch me!                  | 1. Catch me!               |                            |
| 5                          | 2023年10月25日             | Gravity                    | 1. Gravity                 |                            |
| 6                          | 2023年11月15日             | UNSTOPPABLE                | 1. UNSTOPPABLE             |                            |
| 7                          | 2023年12月20日             | STARGLOWS                  | 1. STARGLOWS               |                            |
| 8                          | 2024年6月19日              | Welcome To The Show        | 1. Welcome To The Show     |                            |
| 9                          | 2024年8月13日              | Beauty                     | 1. Beauty                  |                            |
| 10                         | 2024年11月20日             | AISHITE                    | 1. AISHITE                 |                            |
| 11                         | 2024年12月25日             | Love Fool                  | 1. Love Fool               |                            |
| 12                         | 2025年4月27日              | 珈琲とバブルガム。         | 1. 珈琲とバブルガム。      | IONフィーチャー曲          |
| 13                         | 2025年5月26日              | I SWEEK;)                  | 1. I SWEEK;)               | MIYUフィーチャー曲         |
| 14                         | 2025年7月23日              | Bon appétit                | 1. Bon appétit             | COCONAフィーチャー曲       |
| 15                         | 2025年7月28日              | Will                       | 1. Will                    | KARENフィーチャー曲        |

### ミニアルバム
| #                          | 発売日 （配信開始日）           | タイトル                   | 形態                                                                                             | 規格品番                   | 収録曲 |
| スターダストプロモーション | スターダストプロモーション      | スターダストプロモーション | スターダストプロモーション                                                                       | スターダストプロモーション | スターダストプロモーション |
| -------------------------- | ------------------------------- | -------------------------- | ------------------------------------------------------------------------------------------------ | -------------------------- | --- |
| 1                          | 2023年7月8日 （2023年7月5日）   | GIRLS NEW ERA              | Mカード 2つ折りパッケージ内にカード封入 カード絵柄：メンバー個別7種／集合1種 合計8種ランダム封入 | SDPM-1002                  | 1. Cinderella (2023) 2. Belle (2023) 3. Jasmine (2023) 4. Catch me! 5. Summer Rays |
| 2                          | 2024年7月14日 （2024年7月10日） | Turn Up                    | Mカード 2つ折りパッケージ内にカード封入 カード絵柄：メンバー個別7種／集合1種 合計8種ランダム封入 | SDPM-1005                  | 1. Welcome To The Show 2. UNSTOPPABLE 3. Identify,ME 4. Gravity 5. HIGHWAY 6. STARGLOWS |
| 3                          | 2025年8月29日（予定）           | A Taste of Will            | Mカード 2つ折りパッケージ内にカード封入 カード絵柄：メンバー個別7種／集合1種 合計8種ランダム封入 |                            | 1. Bon appétit -A Taste of Will ver.- 2. I SWEEK;) -7flavor ver. 3. THE RED NIGHT 4. Upside Down. 5. 珈琲とバブルガム。 -dessert edition- 6. 世界でいちばん甘酸っぱい、神様とハートチェリー♡ 7. Will |

## タイアップ
| 使用年 | 曲名                | 番組名                                                | 期間・内容                  |
| ------ | ------------------- | ----------------------------------------------------- | --------------------------- |
| 2024年 | Welcome To The Show | 『BREAK OUT』（テレビ朝日系列）                       | 7月度オープニング・トラック |
| 2025年 | AISHITE             | 『永野&くるまのひっかかりニーチェ』（テレビ朝日系列） | 1月度エンディングテーマ     |

## ライブ・イベント

### ワンマンライブ
- 1st ONEMAN LIVE “GIRLS NEW ERA”（2023年8月18日、SHIBUYA PLEASURE PLEASURE）[30]
- 2nd ONEMAN LIVE「NEW ME MORE」（2024年1月7日、SHIBUYA PLEASURE PLEASURE）[32]
- 3rd ONEMAN LIVE「Turn up Summer」（2024年8月12日、duo MUSIC EXCHANGE）[35]
- 4th ONEMAN LIVE「MERRY MERRY MERCY」（2024年12月21日、シティホール＆ギャラリー五反田）[38]
- 5th ONEMAN LIVE「Will You Try MISS MERCY？」（2025年7月27日、I’M A SHOW）[44]

### 合同ライブ
- 「カケルMERCY」vol.1（出演者：et-アンド-、MISS MERCY）（2024年2月3日、ダイバーシティ東京 プラザ フェスティバル広場）[54]
- 「カケルMERCY」vol.2（出演者：AMEFURASSHI、MISS MERCY）（2024年3月3日、ららぽーと豊洲　シーサイドデッキメインステージ）[55]
- 「カケルMERCY」vol.3（出演者：SUPER☆GiRLS、MISS MERCY）（2024年4月14日、ダイバーシティ東京 プラザ フェスティバル広場）[56]
- 「カケルMERCY」vol.4（出演者：BREAK TIME GIRLS、MISS MERCY）（2024年4月29日、ヨドバシカメラ　マルチメディア梅田店　B2F　ヨドバシホール）[57]
- 「カケルMERCY」vol.5（出演者：いぎなり東北産、MISS MERCY）（2024年6月30日、仙台駅前EBeanS 10階屋上特設ステージ）[58]
- lyrical school × MISS MERCY 2man LIVE（出演者：lyrical school、MISS MERCY）（2024年9月15日、Twin Box AKIHABARA）[59]
- Task have Fun Loves MISS MERCY（出演者：Task have Fun、MISS MERCY）（2024年10月5日、アリオ橋本 1F屋外イベント広場）[60]

### イベント・フェス
- Plough Music LIVE 2022 vol.1（2022年5月1日、duo MUSIC EXCHANGE）[21]
- ALTERNATIVE MUSIC EXPRESS NEW GENERATIONS – COOL AND EMOTIONAL LIVE -（2022年9月11日、ニッショーホール）[61]
- 第36回 マイナビ 東京ガールズコレクション by girlswalker 2023 SPRING/SUMMER（2023年3月4日、国立代々木競技場第一体育館）[62]
- SPARK 2023 in YAMANAKAKO（2023年7月16日、山中湖交流プラザきらら）[28]
- TOKYO IDOL FESTIVAL 2023（2023年8月4日、SKY STAGE（フジテレビ　湾岸スタジオ屋上）、FESTIVAL STAGE（ダイバーシティ東京プラザ２F フェスティバル広場））[29]
- @JAM EXPO 2023 supported by UP-T（2023年8月27日、オレンジステージ、パイナップルステージ、横浜アリーナ）[31]
- Jack in the Box（2023年11月11日、duo MUSIC EXCHANGE）[63]
- TOKYO AUTO SALON 2024 AUTO SALON IDOL STAGE（2024年1月14日、幕張メッセ イベントホール）[64]
- Parallel World（2024年5月6日、I’M A SHOW）[65]
- タイフェアin東京-THAI EXPO TOKYO 2024（2024年8月17日、18日、代々木公園イベント広場）[66]
- @JAM EXPO 2024 supported by UP-T（2024年9月14日、横浜アリーナ）[67][68]
- STARDUST THE PARTY 2024（2024年11月22日・23日、横浜BUNTAI）[69]
- Parallel World 2025（2025年4月27日、Spotify O-EAST）[70]

## 出演

### テレビ
- BREAK OUT（2024年11月13日深夜[71]・11月20日深夜[72]、テレビ朝日系列）
- よるのブランチ（2024年11月15日、TBS系列）[73]

### 雑誌
- B.L.T. 2022年5月号（2022年3月24日、東京ニュース通信社）[74]